# Костадините
Костадѝните е село в Северна България, община Габрово, област Габрово.

## География
Село Костадините се намира на едно от северните разклонения на Шипченската планина, на около 7 km юг-югоизточно от центъра на град Габрово и около 2 km източно от габровския квартал Любово. Застроено е високо по южния долинен склон на малък десен приток на река Янтра, течащ откъм село Баланите. Надморските височини в Костадините са в интервала от около 633 m в североизточния край до около 680 m – в западния и южния. Пътят до село Костадините идва от село Богданчовци през село Баланите.

## История
През 1995 г. дотогавашното населено място колиби Костадините придобива статута на село..

## Население
Населението на село Костадините наброява 69 души към 1934 г., след минимум в числеността от трима души към 1985 г. и известно нарастване през следващите години, към 2019 г. наброява (по текущата демографска статистика за населението) 12 души.
Преброяване на населението през 2011 г.
Численост и дял на етническите групи според преброяването на населението през 2011 г.:
|                     | Численост | Дял (в %) |
| Общо                | 9         | 100,00    |
| Българи             | 9         | 100,00    |
| Турци               | 0         | 0,00      |
| Цигани              | 0         | 0,00      |
| Други               | 0         | 0,00      |
| Не се самоопределят | 0         | 0,00      |
| Неотговорили        | 0         | 0,00      |